# Rocky Bleier

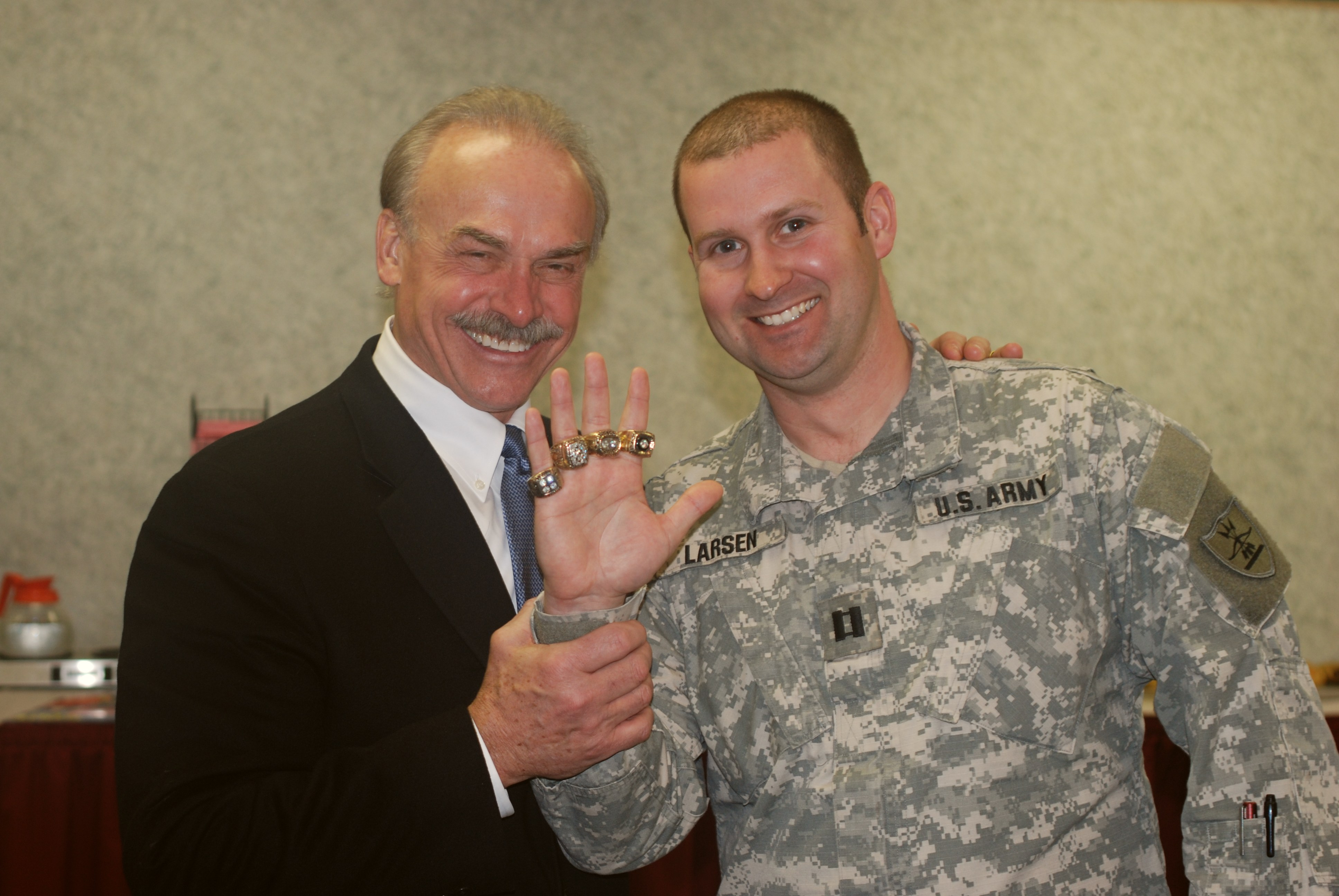
Rocky Bleier à esquerda

Rocky Bleier é um ex-jogador profissional de futebol americano estadunidense.

## Carreira
Rocky Bleier foi campeão da temporada de 1979 da National Football League jogando pelo Pittsburgh Steelers.